# Copa de Suecia
La Copa de Suecia (en Idioma sueco: Svenska Cupen) es el principal torneo de copa de fútbol en Suecia. Se disputa desde 1941 y es organizada por la Asociación Sueca de Fútbol. 
Cada año 98 equipos participan de la competencia, integrada por los 16 equipos de la Allsvenskan (la Liga sueca de primer nivel de fútbol de Suecia) y los 16 equipos de Superettan (la Super División 1 - segundo nivel de fútbol sueco), junto con 68 equipos de otros distritos.
El formato es a eliminación directa, desde las rondas clasificatorias hasta semifinales. La final es a un solo partido, y se disputa en el campo del equipo local. Anteriormente el equipo campeón clasifica a la segunda ronda preliminar de la UEFA Europa Conference League, hoy en dia el campeón clasifica a la Liga Europa de la UEFA.
El club con más títulos es el Malmö FF con dieciséis.

## Historial
| Temporada   | Campeón                 | Resultado               | Subcampeón              | Sede de la final                                      |
| ----------- | ----------------------- | ----------------------- | ----------------------- | ----------------------------------------------------- |
| 1941        | Helsingborgs IF         | 3 - 1                   | IK Sleipner             | Estadio Råsunda, Estocolmo                            |
| 1942        | GAIS Göteborg           | 2 - 1                   | IF Elfsborg             | Estadio Råsunda, Estocolmo                            |
| 1943        | IFK Norrköping          | 5 - 2                   | AIK Solna               | Idrottsparken, Norrköping                             |
| 1944        | Malmö FF                | 4 - 3                   | IFK Norrköping          | Estadio Råsunda, Estocolmo                            |
| 1945        | IFK Norrköping          | 4 - 1                   | Malmö FF                | Estadio Råsunda, Estocolmo                            |
| 1946        | Malmö FF                | 3 - 0                   | Åtvidabergs FF          | Estadio Råsunda, Estocolmo                            |
| 1947        | Malmö FF                | 3 - 2                   | AIK Solna               | Estadio Råsunda, Estocolmo                            |
| 1948        | Råå IF                  | 6 - 0                   | BK Kenty                | Estadio Olympia, Helsingborg                          |
| 1949        | AIK Solna               | 1 - 0                   | Landskrona BoIS         | Estadio Råsunda, Estocolmo                            |
| 1950        | AIK Solna               | 3 - 2                   | Helsingborgs IF         | Estadio Råsunda, Estocolmo                            |
| 1951        | Malmö FF                | 2 - 1                   | Djurgårdens IF          | Estadio Råsunda, Estocolmo                            |
| 1953        | Malmö FF                | 3 - 2                   | IFK Norrköping          | Estadio Råsunda, Estocolmo                            |
| 1954 – 1966 | Ediciones no disputadas | Ediciones no disputadas | Ediciones no disputadas | Ediciones no disputadas                               |
| 1967        | Malmö FF                | 2 - 0                   | IFK Norrköping          | Idrottsparken, Norrköping                             |
| 1968–69     | IFK Norrköping          | 1 - 0                   | AIK Solna               | Estadio Råsunda, Estocolmo                            |
| 1969–70     | Åtvidabergs FF          | 2 - 0                   | Sandvikens IF           | Studenternas IP, Uppsala                              |
| 1970–71     | Åtvidabergs FF          | 3 - 2                   | Malmö FF                | Malmö Stadion, Malmö                                  |
| 1971–72     | Landskrona BoIS         | 0 - 0 3 - 2             | IFK Norrköping          | Idrottsparken, Norrköping Landskrona IP, Landskrona   |
| 1972–73     | Malmö FF                | 7 - 0                   | Åtvidabergs FF          | Stadsparksvallen, Jönköping                           |
| 1973–74     | Malmö FF                | 2 - 0                   | Östers IF               | Estadio Örjans Vall, Halmstad                         |
| 1974–75     | Malmö FF                | 1 - 0                   | Djurgårdens IF          | Malmö Stadion, Malmö                                  |
| 1975–76     | AIK Solna               | 1 - 1 3 - 0             | Landskrona BoIS         | Landskrona IP Landskrona Estadio Råsunda, Estocolmo   |
| 1976–77     | Östers IF               | 1 - 0                   | Hammarby IF             | Söderstadion, Estocolmo                               |
| 1977–78     | Malmö FF                | 2 - 0                   | Kalmar FF               | Strandängen, Bromölla                                 |
| 1978–79     | IFK Göteborg            | 6 - 1                   | Åtvidabergs FF          | Estadio Råsunda, Estocolmo                            |
| 1979–80     | Malmö FF                | 5 - 5 (4–3 pen.)        | IK Brage                | Estadio Råsunda, Estocolmo                            |
| 1980–81     | Kalmar FF               | 4 - 0                   | IF Elfsborg             | Estadio Råsunda, Estocolmo                            |
| 1981–82     | IFK Göteborg            | 3 - 2                   | Östers IF               | Estadio Råsunda, Estocolmo                            |
| 1982–83     | IFK Göteborg            | 1 - 0                   | Hammarby IF             | Estadio Råsunda, Estocolmo                            |
| 1983–84     | Malmö FF                | 1 - 0                   | Landskrona BoIS         | Estadio Olympia, Helsingborg                          |
| 1984–85     | AIK Solna               | 1 - 1 (3–2 pen.)        | Östers IF               | Estadio Råsunda, Estocolmo                            |
| 1985–86     | Malmö FF                | 2 - 1                   | IFK Göteborg            | Estadio Råsunda, Estocolmo                            |
| 1986–87     | Kalmar FF               | 2 - 0                   | GAIS Göteborg           | Estadio Råsunda, Estocolmo                            |
| 1987–88     | IFK Norrköping          | 3 - 1                   | Örebro SK               | Estadio Råsunda, Estocolmo                            |
| 1988–89     | Malmö FF                | 3 - 0                   | Djurgårdens IF          | Estadio Råsunda, Estocolmo                            |
| 1989–90     | Djurgårdens IF          | 3 - 0                   | BK Häcken               | Estadio Råsunda, Estocolmo                            |
| 1990–91     | IFK Norrköping          | 4 - 1                   | Östers IF               | Estadio Råsunda, Estocolmo                            |
| 1991        | IFK Göteborg            | 3 - 2                   | AIK Solna               | Estadio Råsunda, Estocolmo                            |
| 1992–93     | Degerfors IF            | 3 - 0                   | Landskrona BoIS         | Estadio Ullevi, Göteborg                              |
| 1993–94     | IFK Norrköping          | 4 - 3                   | Helsingborgs IF         | Estadio Ullevi, Göteborg                              |
| 1994–95     | Halmstads BK            | 3 - 1                   | AIK Solna               | Estadio Ullevi, Göteborg                              |
| 1995–96     | AIK Solna               | 1 - 0                   | Malmö FF                | Estadio Ullevi, Göteborg                              |
| 1996–97     | AIK Solna               | 2 - 1                   | IF Elfsborg             | Estadio Ryavallen, Borås                              |
| 1997–98     | Helsingborgs IF         | 1 - 1 1 - 1 (3–0 pen.)  | Örgryte IS              | Estadio Ullevi, Göteborg Estadio Olympia, Helsingborg |
| 1998–99     | AIK Solna               | 1 - 0 0 - 0             | IFK Göteborg            | Estadio Råsunda, Estocolmo Estadio Ullevi, Göteborg   |
| 1999–00     | Örgryte IS              | 2 - 0 0 - 1             | AIK Solna               | Estadio Råsunda, Estocolmo Estadio Ullevi, Göteborg   |
| 2000–01     | IF Elfsborg             | 1 - 1 (9–8 pen.)        | AIK Solna               | Stadsparksvallen, Jönköping                           |
| 2002        | Djurgårdens IF          | 1 - 0                   | AIK Solna               | Estadio Råsunda, Estocolmo                            |
| 2003        | IF Elfsborg             | 2 - 0                   | Assyriska FF            | Estadio Råsunda, Estocolmo                            |
| 2004        | Djurgårdens IF          | 3 - 1                   | IFK Göteborg            | Estadio Råsunda, Estocolmo                            |
| 2005        | Djurgårdens IF          | 2 - 0                   | Åtvidabergs FF          | Estadio Råsunda, Estocolmo                            |
| 2006        | Helsingborgs IF         | 2 - 0                   | Gefle IF                | Estadio Råsunda, Estocolmo                            |
| 2007        | Kalmar FF               | 3 - 0                   | IFK Göteborg            | Fredriksskans, Kalmar                                 |
| 2008        | IFK Göteborg            | 0 - 0 (5–4 pen.)        | Kalmar FF               | Fredriksskans, Kalmar                                 |
| 2009        | AIK Solna               | 2 - 0                   | IFK Göteborg            | Estadio Råsunda, Estocolmo                            |
| 2010        | Helsingborgs IF         | 1 - 0                   | Hammarby IF             | Söderstadion, Estocolmo                               |
| 2011        | Helsingborgs IF         | 3 - 1                   | Kalmar FF               | Estadio Olympia, Helsingborg                          |
| 2012–13     | IFK Göteborg            | 1 - 1 (3–1 pen.)        | Djurgårdens IF          | Friends Arena, Estocolmo                              |
| 2013–14     | IF Elfsborg             | 1 - 0                   | Helsingborgs IF         | Friends Arena, Estocolmo                              |
| 2014–15     | IFK Göteborg            | 2 - 1                   | Örebro SK               | Gamla Ullevi, Göteborg                                |
| 2015–16     | BK Häcken               | 2 - 2 (6–5 pen.)        | Malmö FF                | Swedbank Stadion, Malmö                               |
| 2016–17     | Östersunds FK           | 4 - 1                   | IFK Norrköping          | Jämtkraft Stadion, Östersund                          |
| 2017–18     | Djurgårdens IF          | 3 - 0                   | Malmö FF                | Tele2 Arena, Estocolmo                                |
| 2018–19     | BK Häcken               | 3 - 0                   | AFC Eskilstuna          | Bravida Arena, Göteborg                               |
| 2019–20     | IFK Göteborg            | 2 - 1 (t. s.)           | Malmö FF                | Gamla Ullevi, Göteborg                                |
| 2020–21     | Hammarby IF             | 0 - 0 (5–4 pen.)        | BK Häcken               | Tele2 Arena, Estocolmo                                |
| 2021–22     | Malmö FF                | 0 - 0 (4–3 pen.)        | Hammarby IF             | Tele2 Arena, Estocolmo                                |
| 2022–23     | BK Häcken               | 4 - 1                   | Mjällby AIF             | Strandvallen, Hällevik                                |
| 2023–24     | Malmö FF                | 1 - 1 (4–1 pen.)        | Djurgårdens IF          | Swedbank Stadion, Malmö                               |
| 2024–25     | BK Häcken               | 0 - 0 (4–2 pen.)        | Malmö FF                | Swedbank Stadion, Malmö                               |

## Títulos por club
| Club            | Títulos | Subtítulos | Años campeón |
| --------------- | ------- | ---------- | --- |
| Malmö FF        | 16      | 7          | 1944, 1946, 1947, 1951, 1953, 1967, 1972-73, 1973-74, 1974-75, 1977-78, 1979-80, 1983-84, 1985-86, 1988-89, 2021-22, 2023-24 |
| AIK Estocolmo   | 8       | 8          | 1949, 1950, 1975-76, 1984-85, 1995-96, 1996-97, 1998-99, 2009                                                                |
| IFK Göteborg    | 8       | 5          | 1978-79, 1981-82, 1982-83, 1991, 2008, 2012-13, 2014-15, 2019-20                                                             |
| IFK Norrköping  | 6       | 5          | 1943, 1945, 1968-69, 1987-88, 1990-91, 1993-94                                                                               |
| Djurgårdens IF  | 5       | 5          | 1989-90, 2002, 2004, 2005, 2017-18                                                                                           |
| Helsingborgs IF | 5       | 3          | 1941, 1997-98, 2006, 2010, 2011                                                                                              |
| BK Häcken       | 4       | 2          | 2015-16, 2018-19, 2022-23, 2024-25                                                                                           |
| Kalmar FF       | 3       | 3          | 1980-81, 1986-87, 2007 |
| IF Elfsborg     | 3       | 3          | 2000-01, 2003, 2013-14 |
| Åtvidabergs FF  | 2       | 4          | 1969-70, 1970-71 |
| Landskrona BoIS | 1       | 4          | 1971-72 |
| Östers IF       | 1       | 4          | 1976-77 |
| Hammarby IF     | 1       | 4          | 2020-21 |
| GAIS Göteborg   | 1       | 1          | 1942 |
| Örgryte IS      | 1       | 1          | 1999-00 |
| Råå IF          | 1       | –          | 1948 |
| Degerfors IF    | 1       | –          | 1992-93 |
| Halmstads BK    | 1       | –          | 1994-95 |
| Östersunds FK   | 1       | –          | 2016-17 |
| Örebro SK       | –       | 2          | ----- |
| IK Sleipner     | –       | 1          | ----- |
| BK Kenty        | –       | 1          | ----- |
| Sandvikens IF   | –       | 1          | ----- |
| IK Brage        | –       | 1          | ----- |
| Assyriska FF    | –       | 1          | ----- |
| Gefle IF        | –       | 1          | ----- |
| AFC Eskilstuna  | –       | 1          | ----- |
| Mjällby AIF     | –       | 1          | ----- |